# NGC 4660
NGC 4660 (другие обозначения — UGC 7914, MCG 2-33-6, ZWG 71.23, VCC 2000, PGC 42917) — эллиптическая галактика (E) в созвездии Дева.
Этот объект входит в число перечисленных в оригинальной редакции «Нового общего каталога».